# Nebulosa de l'Espirògraf
La nebulosa de l'Espirògraf és una nebulosa planetària en la Via Làctia. El nom deriva del patró intricat de la nebulosa, que s'assembla al patró creat fent servir un espirògraf, una joguina que produeix patrons geomètrics (específicament, hipotrocoides i epitrocoides) en paper.

## Història
Fa només uns pocs milions d'anys la nebulosa era una gegant vermellacomuna. En esgotar-se-li el combustible nuclear la capa externa va començar a expandir-se, deixant un romanent calent en el nucli destinat a esdevenir una nana blanca. Se situa a uns 2.000 anys llum de distància i té una amplada de 0,3 anys llum.